# 昭公 (斉)
昭公（しょうこう）は、春秋時代の斉の第19代君主。桓公と葛嬴のあいだの子。
前633年、異母兄の孝公が没すると、衛の公子開方の助力を借りて、甥でもある孝公の太子を弑して、公を継いだ。晋の文公とともに城濮の戦いで楚を破った後、文公は践土で斉（昭公）・宋・魯・蔡・鄭・衛・莒と会盟した。
前613年、昭公が死去し、子の公子舎が後を継いだ。
在位中、崔夭と国荘子が執政を務めた。